# جاسيك ماجييرا
جاسيك ماجييرا (بالبولندية: Jacek Magiera)‏ (1 يناير 1977 بتشيستوخوفا في بولندا - ) هو مدرب كرة قدم ولاعب كرة قدم بولندي في مركز الوسط. شارك مع منتخب بولندا تحت 16 سنة لكرة القدم ومنتخب بولندا لكرة القدم. أما مع النوادي، فقد لعب مع ليغيا وارسو ونادي كراكوفيا وويدزي لودز وراكو شيستوشوفا.

## وصلات خارجية
- جاسيك ماجييرا على موقع قاعدة بيانات كرة القدم.إي يو (الإنجليزية)